# Kusma Petrowitsch Podlas
Kusma Petrowitsch Podlas (russisch Кузьма Петрович Подлас; * 29. Oktober 1893 im Dorf Duschatin bei Surasch, Gouvernement Tschernigow, Russisches Kaiserreich; † 25. Mai 1942 beim Dorf Kopanki, Region Isjum, Ukrainische SSR) war ein sowjetischer Armeeführer und Generalleutnant (1941).

## Leben
Er wurde 1892 in der heute russischen Oblast Orjol als Ukrainer geboren und nach Beginn des Ersten Weltkrieges in die Kaiserlich Russische Armee eingezogen. Er absolvierte 1915 die Grundausbildung im Preobraschenski Leib-Garderegiment und kämpfte an der Süd-Westfront wo er zum Zugführer befördert wurde.
Im Jahr 1918 trat er in die Rote Armee ein und absolvierte kurzfristige Kommandeurskurse. Während des Russischen Bürgerkriegs kommandierte er nacheinander eine Kompanie, ein Bataillon und ein Schützen-Regiment an der Süd-, Ost- und Westfront. Als Kommandeur einer Schützen-Brigade beteiligte er sich 1921 an der Niederschlagung des Aufstandes in Tambow.
Nach dem Krieg diente er als Kommandant eines Schützen-Regiments, ab Anfang 1929 bei der 27. Schützen-Division und ab 15. August 1918 im Verband des 23. Schützenkorps. Er absolvierte 1925 den Taktik- und Schießkurs „Wystrel“ und absolvierte weitere Lehrgänge an der Frunse-Militärakademie. Am 26. November 1935 wurde er zum Oberst befördert.
1937 wurde er zum stellvertretender Kommandeur der Maritime Gruppe im Fernöstlicher Militärbezirk ernannt. Als Kommandeur der 1. Rotbannerarmee nahm er an den Kämpfen am Chassansee teil. Bei einer Sitzung des Militärrats am 26. November 1938 wurde er bei der Erörterung von Ereignissen über Chassan von General G. M. Schtern heftig kritisiert. Der Fliegerführer P. W. Rytschagow unterbreitete den Vorschlag Podlas wegen Sabotage anzuklagen. In derselben Sitzung trat jedoch Generaloberst S. K. Timoschenko für Podlas ein, der zuvor darum gebeten hatte, ihn zu seinem Stellvertreter zu ernennen. Er wurde im Dezember 1938 verhaftet und am 22. April 1939 durch eine Untersuchungs-Kommission gemäß Artikel 193-17 Absatz a des Strafgesetzbuchs der RSFSR mit folgenden Spruch verurteilt: Kusma Podlas wird seines militärischen Ranges als „Kommandant“ beraubt und für fünf Jahre in Zwangsarbeitslagern eingesperrt, wobei seine politischen Rechte für drei Jahre ausgesetzt werden. Ihm wurde im April 1940 eine Amnestie gewährt. Im August 1940 wurde er wieder in die Rote Armee eingesetzt und zum stellvertretenden Kommandanten des Besonderen Militärbezirks von Kiew ernannt.
Am 12. August 1941 wurde Podlas zum Generalmajor und am 9. November desselben Jahres zum Generalleutnant befördert. Während des Krieges befehligte er ab August 1941 die 40. Armee und von Februar bis Mai 1942 die 57. Armee der Südwestfront. Er nahm mit seinen Truppen am Jahresende 1941 an der Kursk-Obojaner Operation und im Frühjahr an der Barwenkowo-Losowajaer Operation teil. Am 25. Mai 1942 wurde Podlas während der Schlacht bei Charkow beim Ausbruchs-Versuch in der Nähe des Dorfes Kopanki im Bezirk Isjum getötet. Anderen Quellen zufolge beging er Selbstmord, um nicht in deutsche Gefangenschaft zu fallen. Er wurde nordwestlich des Dorfes Kopanki, bei Isjum in einem Massengrab von Malaja Komyschewacha begraben.

## Auszeichnungen
- 2 Leninorden (1936, 22. Oktober 1941)
- 2 Rotbannerorden